# Koreno
Koreno – wieś w Słowenii, w gminie Lukovica. W 2018 roku liczyła 91 mieszkańców.